# Obhájce nevinných
Obhájce nevinných (anglicky Just Mercy) je americký dramatický životopisný film dle skutečné události režiséra Destina Daniela Crettona natočený v roce 2019. Pojednává o boji právníka Bryana Stevensona o život neprávem odsouzených vězňů.

## Výroba a natáčení
Film byl natočen podle knihy Just Mercy, kterou napsal přímo Bryan Stevenson. Natáčelo se v Alabamě a Georgii.

## Premiéra a vysílání
Premiéru měl film 6. září 2019 na Mezinárodním filmovém festivalu v Torontu.

## Ocenění
- African-American Film Critics Association Awards 2019 – Jamie Foxx, nejlepší herec ve vedlejší roli
- African-American Film Critics Association Awards 2019 – umístění na třetí příčce v žebříčku 10 nejlepších filmů